# Rabben Ridge
Rabben Ridge ist ein kleiner und isolierter Gebirgskamm im ostantarktischen Königin-Maud-Land. Er ragt 8 km nördlich des Stabben in der Mayrkette der nördlichen Gjelsvikfjella auf.
Norwegische Kartografen, die ihn als Rabben (frei aus dem Norwegischen übersetzt Kleine längliche Anhöhe) benannten, kartierten ihn anhand von Vermessungen und Luftaufnahmen der Norwegisch-Britisch-Schwedischen Antarktisexpedition (1949–1952) und ebensolchen der Dritten Norwegischen Antarktisexpedition (1956–1960) aus dem Zeitraum zwischen 1958 und 1959. Das Advisory Committee on Antarctic Names überführte 1966 die Benennung ist Englische. Hintergrund ist die gleichnamige norwegische Benennung für den Berg Mount Rabben in den Napier Mountains des Enderbylands.